# Sinem Kavus
Sinem Kavus (* 1991 in Zeist) ist eine niederländische Schauspielerin.

## Leben
Sinem Kavus erhielt ihre Schauspielausbildung 2011/12 an der International Theatreschool DNA und ab 2013 an der Academie voor Theater en Dans (ATD) in Amsterdam, das Studium schloss sie 2017 ab. Sie schrieb und spielte die Einpersonenstücke I Used to be Snow White – The (World) Tour (2018) sowie Nobody told me there’d be days like these (2020) und stand unter anderem am Het Nationale Theater, am Frascati Theatre sowie am Internationaal Theater Amsterdam (ITA) in einer Bühnenfassung des Romanes Die Stunden von Michael Cunningham auf der Bühne.
Erste Episodenrollen hatte sie 2017 in der Serie Flikken Maastricht und 2019 in Zeven Kleine Criminelen. Ebenfalls 2019 war sie in dem am Locarno Film Festival uraufgeführten Kurzfilm Eyes on the Road von Stefanie Kolk zu sehen. Eine Hauptrolle hatte sie 2020 in der Fernsehserie High-Flyers, in der sie an der Seite von Josha Stradowski und Soy Kroon die Rolle der Kadettin Leyla Demir verkörperte, die an der Royal Military Academy eine Ausbildung zum Kampfpiloten beginnt. In der deutschsprachigen Fassung wurde sie von Esra Vural synchronisiert. Weitere Hauptrollen übernahm sie unter anderem als Anna in der Netflix-Produktion Forever Rich von Shady El-Hamus sowie als Narin im Fernsehfilm Alles van Waarde von Stanley Kolk und als Gizem im Fernsehfilm De Walrus von Zara Dwinger.

## Filmografie (Auswahl)
- 2013: Scooterdagen (Kurzfilm)
- 2017: Flikken Maastricht – Blijf van mijn lijf (Fernsehserie)
- 2018: GIPS (Mini-Serie)
- 2019: Zeven Kleine Criminelen – Verraad (Fernsehserie)
- 2019: Eyes on the Road (Kurzfilm)
- 2020: High-Flyers (Hoogvliegers, Fernsehserie)
- 2020: Sas heeft een SOA – Pilot (Fernsehserie short)
- 2021: The Art of Giving Up (Kurzfilm)
- 2021: Forever Rich
- 2022: Pink Moon
- 2022–2023: Mocro Maffia
- 2023: Happy Ending
- 2023: Het Land der Blinden (Kurzfilm)
- 2023–2024: Sleepers (Fernsehserie)
- 2024: Venus
- 2024: Meryem (Fernsehfilm)
- 2024: Casting Call (Fernsehfilm)